# Iglesia de San Juan Bautista (Legnica)
La iglesia de San Juan el Bautista en Legnica es una iglesia barroca, construida en Legnica en la primera mitad del siglo XVIII.

## Historia

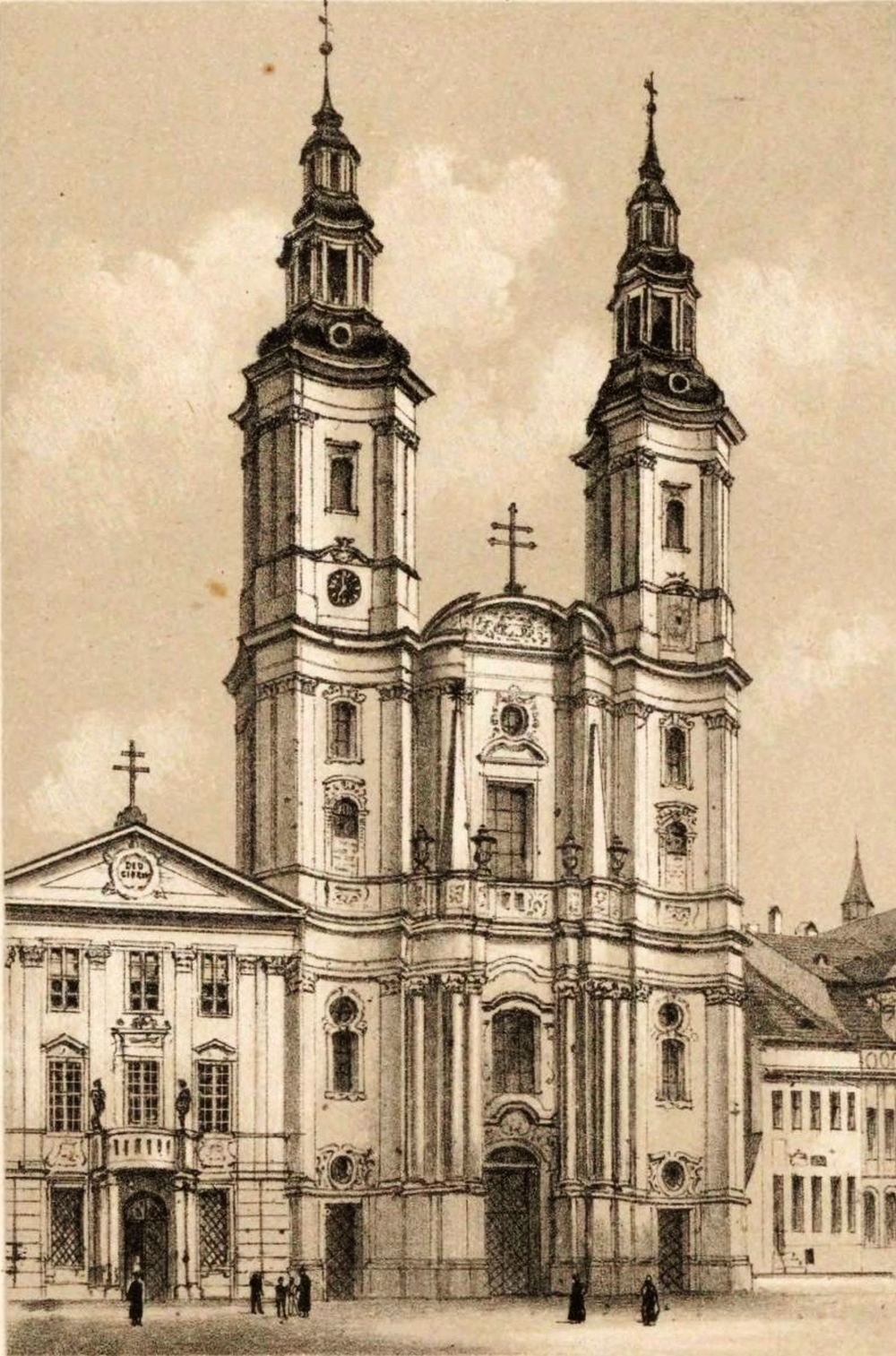
Iglesia de San Juan el Bautista en Legnica

Los orígenes de la iglesia se remontan a la época del rey Casimiro I el Restaurador. En 1284 el templo perteneció a los franciscanos. En 1294 comenzó la construcción del edificio de ladrillo, financiada por el duque Enrique V de Legnica y la gente del pueblo. La edificación se amplió aprox. en 1341 gracias al apoyo de Waclaw I de Legnica. En 1522 el templo fue tomado por protestantes. Desde 1548 fue una iglesia de entierro (de corte) por lo que se trasladaron aquí los cadáveres y lápidas de los príncipes de otras iglesias de Legnica, demolidas en el siglo XVI. Desde 1566 fue una iglesia calvinista ya que los últimos Piastas de Silesia aceptaron esta confesión. En los años 1677-1679 el presbiterio de la iglesia fue reconstruido en un mausoleo familiar por la princesa Ludwika (Luisa), madre del último de la dinastía de los Piastas de Silesia, Jerzy Wilhelm de Legnica.  
Durante la Contrarreforma, el edificio fue entregado a la Orden de los Jesuitas, que construyó su colegio en el lado oeste en los años 1700-1706. En 1714 se derribó la iglesia antigua, debido al mal estado técnico, salvo el presbiterio y el mausoleo de la dinastía de los Piastas. El templo actual ue construido en los años 1714-1727 en el lugar de la antigua iglesia. 
En el siglo XVIII, la edificación formaba parte del conjunto de edificios del colegio Jesuitas. La iglesia fue gravemente dañada por causa de un accidente de construcción en 1744, cuando la estructura del techo y la bóveda de la nave se derrumbaron debido a los errores de construcción. El edificio fue reconstruido a principios del siglo XIX, y servía como templo de la parroquia católica en Legnica. En 1947 fue entregado, junto con los edificios adyacentes del monasterio, a la orden franciscana, la que reparó los daños de la guerra. En 1966 el edificio fue dañado por un incendio, incluido la cubierta de la torre oeste (reconstruida en 1978). En los años 1960-1970 fue completamente renovado. En 1969 se añado una sacristía más grande en el oeste y en 1979 se renovó el interior. En los años 1981-1982 se restauró la fachada y se cubrió el techo con láminas de cobre.

## Descripción
Iglesia barroca de planta rectangular con una monumental fachada de dos torres en el lado sur y un ábside semicircular en el lado norte. El interior del templo tiene 60 metros de largo, los 30 de ancho y la nave tiene aprox. 25 metros de alto. 
El interior de la iglesia tiene una construcción de salón con filas de capillas abiertas al centro. El altar mayor de la iglesia data de 1880-1881, realizado en estilo neorrenacentista, y se completa con estatuas y esculturas del siglo XVIII. Los altares laterales de las capillas proceden de las antiguas iglesias del monasterio Bernardino y Benedictino de Legnica. El púlpito es barroco del siglo XVIII, el órgano de 1858 y la pila bautismal de 1912. 
Al muro oriental del edificio se adhiere el antiguo presbiterio de la iglesia gótica calvinista, que a partir del siglo XVI sirvió como necrópolis de los Piastas, y en los años 1677-1679 fue reconstruido por Ludwika Anhalcka en un mausoleo de los últimos duques de Legnica y Brzeg.

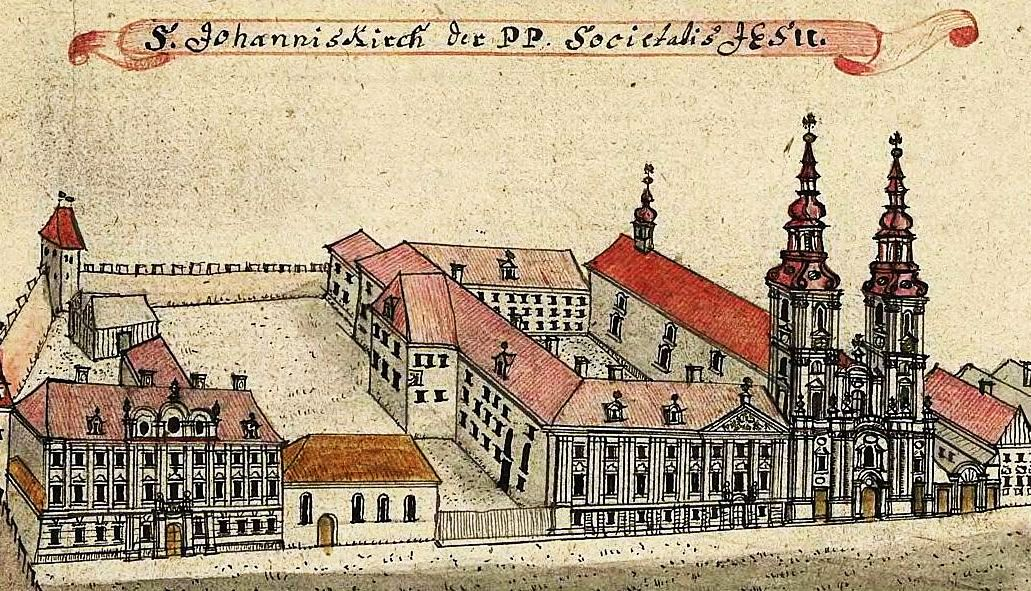
1750-1775
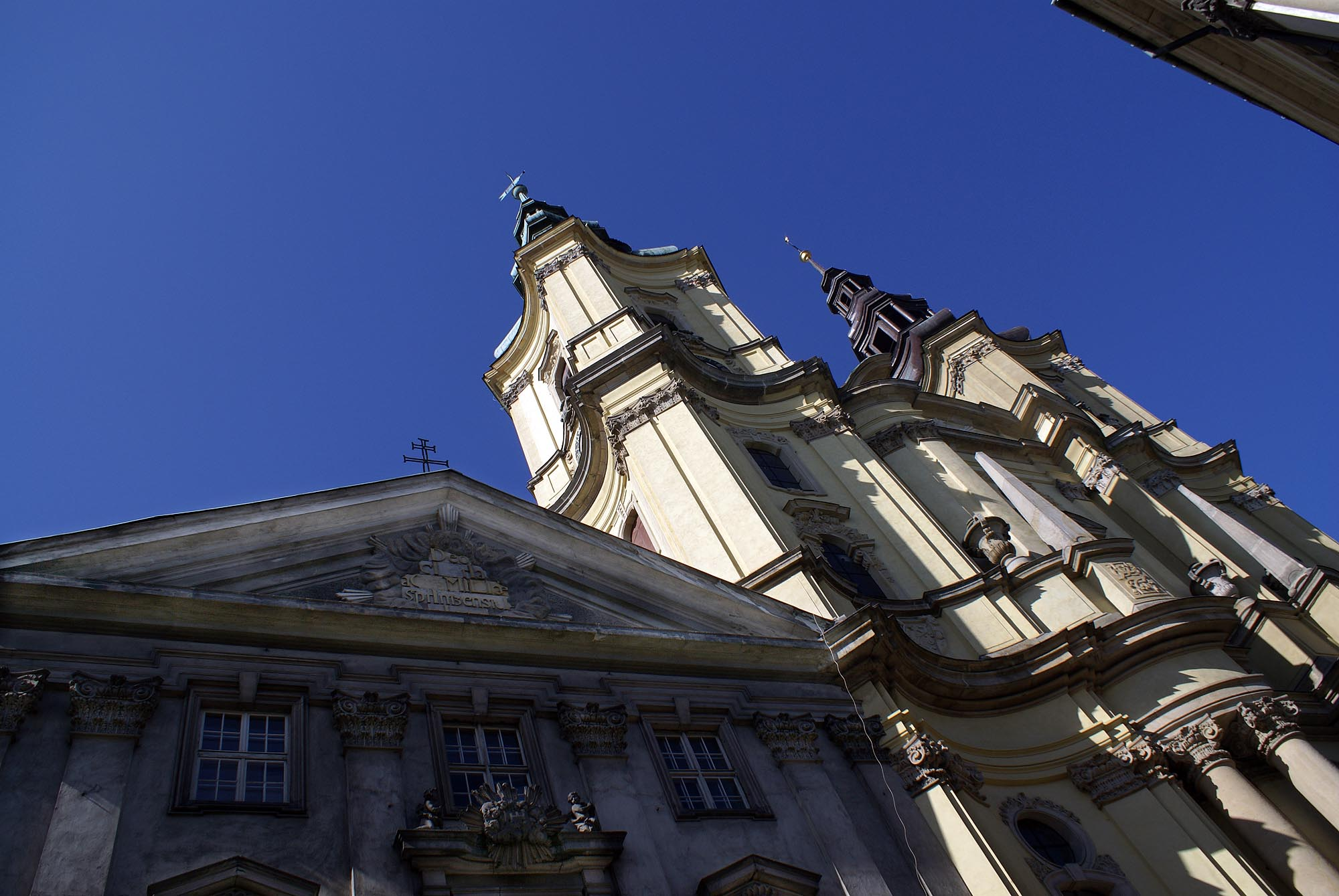
2007